# Austin i Ally
Austin i Ally – amerykański sitcom dla młodzieży stworzony przez Kevina Kopelow i Heatha Seiferta, należący do seriali Disney Channel Original Series. Premiera w USA odbyła się 2 grudnia 2011 na kanale Disney Channel. Wcześniej był dostępny poprzez iTunes Store. Premiera w Polsce odbyła się 10 marca 2012 na kanale Disney Channel. 12 marca 2012 roku został ogłoszony 2. sezon serialu. 28 marca 2013 serial dostał zamówienie na trzeci sezon, a 26 kwietnia 2014 roku ogłoszono czwarty.
6 lutego 2015 roku Laura Marano ogłosiła, że serial zakończy produkcję na czterech sezonach.
Od 14 czerwca 2022 roku serial jest dostępny w Polsce na platformie Disney+.

## Fabuła
Serial śledzi losy utalentowanego piosenkarza Austina Moona i nieśmiałej autorki tekstów Ally Dawson. Z pomocą Austina, piosenka napisana przez Ally trafia do sieci i staje się internetową sensacją. Przyjaciele postanawiają na poważnie zająć się muzyką. Pomagają im w tym przyjaciele – Dez, który kręci teledyski, a także Trish, która jest managerką Austina. Wkrótce Ally pokonuje strach przed sceną i zaczyna występować, więc Trish zostaje także jej managerką. Austin i Ally zostają parą, jednak wkrótce zrywają. Po wielu trudach znów się schodzą i kontynuują swoją karierę.

## Obsada

### Główna
- Ross Lynch jako Austin Moon
- Laura Marano jako Ally Dawson (Moon)
- Raini Rodriguez jako Patricia Maria De La Rosa „Trish”
- Calum Worthy jako Dezmond Hatfield Wade

### Drugoplanowa
- Andy Milder jako Lester Dawson
- Julia Campbell jako Penny Dawson
- Cole Sand jako Nelson
- Noah Centineo jako Dallas
- Ashley Fink jako Mindy
- Richard Whiten jako Jimmy Starr
- Kiersey Clemons jako Kira Starr
- Aubrey K. Miller jako Meagan Simms
- Trevor Jackson jako Trent
- John Henson jako Mike Moon
- Jill Benjamin jako Mimi Moon
- John Paul Green jako Chuck
- Saidah Arrica Ekulona jako Val Crawford

| Aktor           | Rola             | Sezon | Odcinki | Nieobecności |
| --------------- | ---------------- | ----- | ------- | ------------ |
| Laura Marano    | Ally Dawson      | 1-4   | 87      | 0 odcinków   |
| Ross Lynch      | Austin Moon      | 1-4   | 87      | 0 odcinków   |
| Calum Worthy    | Dez Wade         | 1-4   | 87      | 0 odcinków   |
| Raini Rodriguez | Trish De La Rosa | 1-4   | 87      | 0 odcinków   |
| Kiersey Clemons | Kira Star        | 2-3   | 8       | 79 odcinków  |
| Andy Milder     | Lester Dawson    | 1-4   | 17      | 70 odcinków  |
| Noah Centineo   | Dallas           | 1     | 3       | 84 odcinki   |
| Cole Sand       | Nelson           | 1-2   | 11      | 76 odcinków  |
| Richard Whiten  | Jimmy Star       | 1-4   | 17      | 70 odcinków  |
| Trevor Jackson  | Trent            | 2     | 2       | 85 odcinków  |
| Carrie Wampler  | Brooke           | 2-3   | 3       | 84 odcinki   |
| Joe Rowley      | Roonie Ramone    | 2-4   | 3       | 84 odcinki   |
| Jill Benjamin   | Mimi Moon        | 1-4   | 5       | 82 odcinki   |
| John Henson     | Mike Moon        | 1-4   | 4       | 83 odcinki   |
| Hannah Kat      | Carrie           | 3-4   | 12      | 75 odcinków  |
| Hayley Erin     | Piper            | 3     | 4       | 83 odcinki   |

## Odcinki
| Seria | Odcinki | Oryginalna emisja    | Oryginalna emisja | Oryginalna emisja | Oryginalna emisja |
| Seria | Odcinki | Premiera serii       | Finał serii       | Premiera serii    | Finał serii       |
| ----- | ------- | -------------------- | ----------------- | ----------------- | ----------------- |
| 1     | 19      | 2 grudnia 2011       | 9 września 2012   | 10 marca 2012     | 8 lutego 2013     |
| 2     | 26      | 7 października 2012  | 29 września 2013  | 13 kwietnia 2013  | 22 marca 2014     |
| 3     | 22      | 27 października 2013 | 23 listopada 2014 | 5 kwietnia 2014   | 12 kwietnia 2015  |
| 4     | 20      | 18 stycznia 2015     | 10 stycznia 2016  | 11 lipca 2015     | 8 grudnia 2016    |

## Dyskografia
| Rok  | Dane dot. albumu |
| ---- | --- |
| 2012 | Austin & Ally - Wydany: 11 września 2012 - Wytwórnia: Walt Disney Records - Format: CD, digital download                    |
| 2013 | Austin & Ally: Turn It Up - Wydany: 17 grudnia 2013 - Wytwórnia: Walt Disney Records - Format: CD, digital download         |
| 2015 | Austin & Ally: Take It from the Top - Wydany: 31 marca 2015 - Wytwórnia: Walt Disney Records - Format: CD, digital download |

## Nagrody i nominacje
| Rok  | Wybory                                    | Kategoria                                  | Nominowanie               | Wynik     |
| ---- | ----------------------------------------- | ------------------------------------------ | ------------------------- | --------- |
| 2013 | Nickelodeon Kids’ Choice Awards           | Ulubiony aktor telewizyjny                 | Ross Lynch                | Wygrana   |
| 2013 | Nickelodeon Kids’ Choice Awards           | Najlepszy teledysk – Heard it on the Radio | Ross Lynch                | Wygrana   |
| 2013 | Imagen Awards                             | Najlepsza młoda aktorka                    | Raini Rodriguez           | Wygrana   |
| 2013 | Nickelodeon Kids’ Choice Awards Argentyna | Międzynarodowy serial                      | Austin i Ally             | Nominacja |
| 2014 | Nickelodeon Kids’ Choice Awards           | Ulubiony aktor telewizyjny                 | Ross Lynch                | Wygrana   |
| 2014 | Teen Choice Awards                        | Aktor komediowy                            | Ross Lynch                | Wygrana   |
| 2014 | Teen Choice Awards                        | Aktorka komediowa                          | Laura Marano              | Nominacja |
| 2014 | Teen Choice Awards                        | Ulubiony serial telewizyjny                | Austin i Ally             | Nominacja |
| 2014 | Nickelodeon Kids’ Choice Awards Meksyk    | Międzynarodowy serial                      | Austin i Ally             | Nominacja |
| 2015 | Nickelodeon Kids’ Choice Awards           | Ulubiony serial telewizyjny                | Austin i Ally             | Wygrana   |
| 2015 | Nickelodeon Kids’ Choice Awards           | Ulubiona aktorka telewizyjna               | Laura Marano              | Wygrana   |
| 2015 | Nickelodeon Kids’ Choice Awards           | Ulubiony aktor telewizyjny                 | Ross Lynch                | Wygrana   |
| 2015 | Teen Choice Awards                        | Komediowy aktor                            | Ross Lynch                | Wygrana   |
| 2015 | Teen Choice Awards                        | Ulubiony komediowy serial telewizyjny      | Austin i Ally             | Nominacja |
| 2015 | Teen Choice Awards                        | Żeńska aktorka telewizyjna                 | Laura Marano              | Nominacja |
| 2015 | Teen Choice Awards                        | Miłosne iskry                              | Ross Lynch i Laura Marano | Nominacja |
| 2015 | Imagen Awards                             | Najlepsza wspierająca aktorka              | Raini Rodriguez           | Nominacja |
| 2015 | Nickelodeon Kids’ Choice Awards Meksyk    | Międzynarodowy serial                      | Austin i Ally             | Wygrana   |
| 2015 | Nickelodeon Kids’ Choice Awards Kolumbia  | Międzynarodowy serial                      | Austin i Ally             | Wygrana   |